# Maradona Blues
"Maradona Blues" es una canción compuesta por Claudio Gabis y Charly García en 1994, que se editó primero en Convocatoria II de 1997, y luego en el álbum doble Convocatoria de 2013. En el año 2000 el sello Altaya editó una compilación de Claudio Gabis llamada Maradona Blues, que contiene canciones de Convocatoria I y Convocatoria II.

## Composición
La inspiración para "Maradona Blues" provino de la noticia del doping positivo del jugador argentino de fútbol Diego Maradona, después del partido entre Argentina vs. Nigeria, que lo dejó fuera de la Copa Mundial de Fútbol de 1994 que tuvo lugar en Estados Unidos, ya que se le sancionó con 15 meses de suspensión.

Charly y yo compusimos 'Maradona Blues' espontáneamente el día en que Diego quedó fuera del Mundial, a eso de las cuatro o cinco de la mañana, llenos de desilusión y tristeza.
Claudio Gabis.

En 1994 después de la Copa Mundial, Diego Maradona y Charly García cantaron juntos la canción en un programa de televisión argentino.